# Asthenodipsas laevis
Asthenodipsas laevis е вид влечуго от семейство Pareatidae. Видът не е застрашен от изчезване.

## Разпространение
Разпространен е в Бруней, Индонезия, Малайзия и Тайланд.